# José Miguel Beñaran Ordeñana
José Miguel Beñarán Ordeñana (Arrigorriaga, Biscaia, 7 de març de 1949 - Anglet, 21 de desembre de 1978), més conegut pel seu àlies Argala (prim en basc), fou un membre de l'organització Euskadi Ta Askatasuna (ETA) i un dels ideòlegs marxista-leninistes més importants de l'organització durant el franquisme i la transició espanyola. Va morir assassinat el 21 de desembre de 1978 per una bomba col·locada sota el seu cotxe a Anglet (Lapurdi) en resposta a l'assassinat de Carrero Blanco i que va ser reivindicat per l'organització terrorista d'extrema dreta organitzada i finançada pels serveis secrets espanyols Batallón Vasco Español.
Fou un dels dissenyadors de la línia estratègica d'ETA a la dècada de 1970 i del model organitzatiu de l'esquerra abertzale, i va estar implicat, junt a altres membres d'ETA, en l'anomenada «Operació Ogre» en la qual es va assassinar l'almirall Luis Carrero Blanco —que acabava de ser nomenat per Franco President del Govern— a més de dos col·laboradors, el seu conductor i escorta. La seva mort va causar gran commoció en la societat basca.

## Biografia
Nascut a Arrigorriaga en 1949 en el si d'una família nacionalista basca i bascòfona per la part de la mare, Argala va començar les seves lectures marxistes i leninistes en la seva joventut sota influència per les seves amistats del camp de l'esquerra nacionalista opositors al règim franquista. Posteriorment, va decidir incorporar-se a Euskadi Ta Askatasuna (ETA), una organització que conjuminava el discurs d'esquerra a l'independentisme basc.
El 1968 i com a conseqüència d'unes detencions, José Miguel Beñarán va abandonar la seva localitat refugiant-se a Oñate durant llarg temps i adoptant l'àlies d'Iñaki. El 1970 va prendre part en la denominada «Operació Botella», que consistia en un ambiciós pla de fugida dels presos encausats en el procés de Burgos mitjançant la construcció d'un túnel, però que no va tenir èxit en topar-se amb un mur de formigó infranquejable. Exiliat després a Iparralde, participaria activament en la futura evolució de l'organització. En aquests anys d'intensitat dialèctica Argala va fer cèlebre una frase del seu propi encuny: Jo discuteixo amb tots, intel·lectualitzo als militars i militaritzo als intel·lectuals. Al desembre de 1973, José Miguel Beñarán Ordeñana, ara amb l'àlies de Fernando, es trobava a Madrid, juntament amb altres membres del comando Txikia per a l'execució de la trucada «Operació Ogre» que el seu objectiu era l'assassinat del President del Consell de Ministres i hereu de Franco, l'Almirall Luis Carrero Blanco.
De nou a Iparralde, participaria en la reestructuració d'ETA. En el si de l'organització hi havia divergències quant als canvis interns i, fonamentalment, quant a l'anàlisi del futur polític. Argala va exercir aquí un paper determinant en doble sentit: analitzant les conseqüències de la caiguda del règim franquista i els canvis que s'apropaven, i estudiant el desdoblament per abastar tots els fronts de lluita sobre un nou model organitzatiu, deixant per a ETA el camp militar. D'aquesta forma es constituïa al novembre de 1974 ETA militar, i l'anàlisi realitzada per José Miguel Beñaran quedaria plasmat en el manifest «Agiri» que es publicaria a la fi d'aquest mes. A l'octubre de 1976, Argala es va casar a l'illa francesa de Yeu, on estava deportat, amb Asun Arana, el company de la qual, Jesús Mari Markiegi, havia mort el 1975 durant una operació policial a Gernika. Després d'abandonar Yeu, tots dos van llogar una casa a Anglet, a Lapurdi. Va morir el 21 de desembre de 1978 per una bomba col·locada pel Batallón Vasco Español (BVE) als baixos del seu cotxe.
Quan es va produir la seva mort, la Policia va bloquejar i va prohibir l'entrada en el seu poble natal, Arrigorriaga. Com a protesta pel cèrcol, una assemblea popular va decidir que tots els veïns es tanquessin en les seves cases i que acompanyessin el cadàver només la mare, els germans i els companys. Dues persones que van portar la bandera de KAS van obrir el petit seguici que avançava lentament davant el cordó policial. En arribar davant de l'ajuntament, amb la ikurriña endolada i a mig pal, tres agents es van quadrar davant el pas del fèretre. Un grapat de militants, familiars i amics van ser els únics testimonis del final del viatge d'Argala.
Durant anys una plaça de la seva localitat natal va tenir el seu àlies més conegut, Argala, fins que en 2009 l'ajuntament va retirar la placa amb el seu nom per ordre del jutge de l'Audiència Nacional Santiago Pedraz Gómez, el qual considerava que atemptava contra «la dignitat de les víctimes del terrorisme».
A la mort de Beñaran, la direcció d'ETA va crear el comando Argala, un escamot itinerant format íntegrament per ciutadans de nacionalitat francesa i encapçalat per Henri Parot Navarro a les ordres directes de la direcció.

## Obres
- Pròleg del llibre de Jokin Apalategi Begiristain, Los vascos de la nación al Estado: P.N.V., E.T.A., ENBATA, San Sebastián: Elkar, 1979. ISBN 84-85485-06-8